# Карл Тешенский
Эрцгерцог Карл Людвиг Иоанн Йозеф Лаврентиус Австрийский, герцог Тешинский (нем. Erzherzog Carl Ludwig Johann Joseph Laurentius von Österreich, Herzog von Teschen; 5 сентября 1771, Флоренция, Италия — 30 апреля 1847, Вена) — крупный полководец, эрцгерцог Австрийский и герцог Тешинский, третий сын императора Леопольда II и Марии Луизы Испанской, 54-й великий магистр Тевтонского ордена (1801—1804).
Тешинское герцогство унаследовал от усыновившего его дяди, принца Альберта Саксонского, сына польского короля Августа III, в 1822 году. Родоначальник тешинской ветви дома Габсбургов.

## Военная карьера
Своё детство он провёл в Тоскане.
По воле отца Леопольда II, вскоре после его коронации (9 октября 1790 года) в ноябре 1790 года Карл был усыновлён своей тёткой, эрцгерцогиней Марией Кристиной и герцогом Альбертом Саксен-Тешинским, не имевших собственных детей.
С юности Карл страдал от эпилептических приступов. Сначала родители хотели, чтобы он начал церковную карьеру из-за слабости здоровья, однако по велению его дяди императора Иосифа II его определяют на военную службу. По традиции Венского двора, Карл-Людвиг-Иоганн в пятилетнем возрасте был назначен командиром пехотного полка Его императорского величества. В 1791 году он вместе с родителями переезжает в Нидерланды.
Свою военную карьеру Карл начал во время революционных войн в 1792 году. Первое боевое крещение состоялось в сражении при Жемаппе.
В 1793 году он командовал кавалерийским полком в сражении при Альтенховене. В том же его назначают губернатором Нидерландов и присваивают звание фельдмаршал-лейтенанта. Одновременно он остаётся военачальником в австрийской действующей армии принца Кобурга. Вскоре он получает очередное звание фельдцейхмейстера. Он принимал участие в битве при Флерюсе. Однако, поссорившись с главнокомандующим принцем Кобургом из-за действий в войне против Франции, Карл вынужден вернуться в Вену.
В 1796 году Карл-Людвиг-Иоганн возвращён в армию и назначен сперва командующим Нижнерейнской, а затем Верхнерейнской австрийскими армиями. Ему было присвоено звание генерал-фельдмаршала. Командование австрийскими армиями эрцгерцог Карл начал успешно: он одержал над французскими войсками ряд побед и оттеснил их за Рейн. Он предложил венскому правительству и гофкригсрату следующий план действий: заключить на Рейне перемирие с французами, а его армию оттуда перебросить на север Италии. Однако его план не был принят. После неудач австрийцев в Италии в том же году он получил начальство над остатками той армии, но поправить дело уже не мог, и кампания скоро закончилась Леобенским перемирием.
В войну 1799 года Карл командовал австрийской армией, сосредоточенной на берегу реки Лех и после победы при Штокахе принудил Журдана отойти за Рейн. Дальнейшим успехам его помешали распоряжения австрийского гофкригсрата. Недовольство Карла-Людвига-Иоганна было настолько сильным, что полководец в 1801 году оставил пост командующего и уехал в город Прагу. Однако сразу же за ним туда последовал посланник из Вены с просьбой возглавить защиту Богемии от французов. Для этого эрцгерцог Карл сформировал Богемский корпус волонтёров, но возглавить его не смог по причине болезни.
В 1800 году, после поражений, нанесённых австрийцам при Маренго и Гогенлиндене, Карл согласился опять принять командование армией, упорядочил отступление войск и заключил с французами перемирие, послужившее основанием Люневильскому миру.
С 1800 года по 1809 год он является генерал-губернатором Богемии.

## Период первых реформ
9 января 1801 года Карл был назначен президентом гофкригсрата и фельдмаршалом. Он начал реформировать австрийскую армию. В декабре 1801 года было учреждено Военное министерство. В обязанности Военного министерства входила забота о финансах, касающихся всей армии и ведения войн. В результате реформ Карла в 1802 году были произведены следующие изменения:
- Расформированы лёгкие пехотные батальоны и преобразованы в Тирольский егерский полк. Также были расформированы два старых кавалерийских полка — Егерский кавалерийский полк (Jäger zu Pferd) и Славянский пограничный гусарский полк (Slavonische Grenz-Husaren-Regiment).
- Сформированы 3 уланских полка.
- Артиллерия была реорганизована. Была внедрена линейная и резервная система.
- Сапёры и минёры теперь имели отдельные корпуса. Инженеры, под командованием генерал-квартирмейстера, должны были быть сформированы только на случай войны.
- Генеральный штаб был разделён на 3 секции: Адъютантская служба со штабом генерал-квартирмейстера для обучения новых офицеров, Топографический отдел и Военный архив.

Весной 1804 года были закончены первые реформы Карла.
Во многом он преобразовал австрийскую военную систему, но не мог полностью искоренить старые обычаи и дух сословности в войсках.
Военно-реформаторская деятельность Карла была настолько впечатляющей, что его сторонники обратились в 1802 году к австрийскому правительству с ходатайством поставить фельдмаршалу памятник, как спасителю отечества. Но Карл решительно отказался от такой чести.

## Война 1805 года
В 1805 году по настоянию эрцгерцога гофкригсрат был преобразован в военное министерство. Его первым министром стал сам Карл.
В том же году, командуя войсками в Италии, Карл сражался при Кальдиеро.

## Период вторых реформ
В 1806 году император назначил эрцгерцога Карла военным министром с неограниченными правами. Для полного претворения своих реформ Карлу нужно полное командование над всей императорской армией и прежде всего над гофкригсратом. Одной из идей Карла была концентрация всей армии в руках одного командующего. Карл в письме к своему брату, императору Францу, пишет: 
Первый шаг для достижения этой цели, я думаю, Ваше Величество, я должен стать генералиссимусом во главе всей армии
После этого письма император Франц присваивает Карлу звание генералиссимуса и главнокомандующего австрийской армией. Таким образом, Карл получает полные административные и командные права над всей императорской армией и продолжает осуществлять свои реформы. Карл выбирает себе трёх адъютантов, которые будут помогать ему в реформировании армии. Это: граф Филипп Грюнн, Генерал-квартирмейстер Майер и его личный Генерал-адъютант барон Вимпффен.

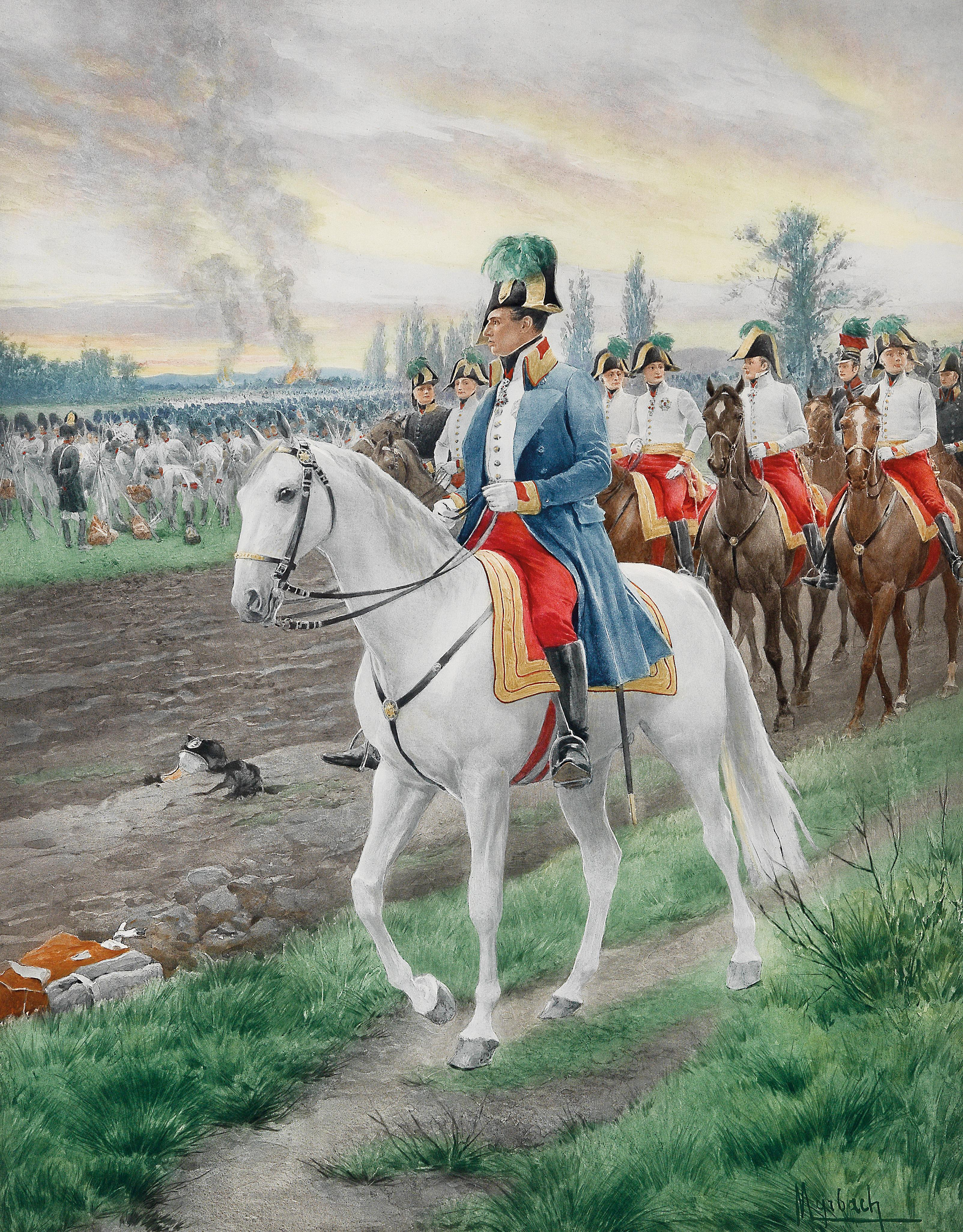
Фелициан Мирбах. Эрцгерцог Карл со штабом (ок. 1900)

В первый месяц 1806 года в отставку было отправлено не меньше 25 генералов. Их заменили более молодые генералы. Был реорганизован и практически создан новый Гофкригсрат, который теперь был способен решать военные задачи быстрее предыдущего. Вся армия теперь имела фиксированную расстановку на мирное время. Была также усовершенствована рекрутская система. Карл не стал создавать новые подразделения войск, однако провёл реорганизацию структуры пехотных полков до реформ фельдмаршала Мака. Полки должны были состоять из двух полевых батальонов, по 6 рот в каждом, и резервного батальона из 4 рот. Две лучшие гренадерские роты каждого пехотного полка в случаи войны должны были быть объединены и координировать свои действия с другими гренадерскими подразделениями для создания гренадерских батальонов. Был возвращён элитный резерв армии.
Карл также приступил к реорганизации артиллерийских частей. Он понимал, что для ведения современной войны нужна мобильная артиллерийская система с участием транспорта. В 1806 году полковые артиллерийские роты были отозваны и вместе с другими различными артиллерийскими частями приступили к формированию 4-х полков в каждом по 4 батальона. Каждый артиллерийский батальон состоял из 4-х рот или батарей.
В 1807 году Карл убрал из полков и батальонов орудия, из которых были сформированы артиллерийские бригады. Таким образом, можно было концентрировать огонь батарей на определённом важном участке, а не рассредоточивать их, как это было раньше.
В 1808 году Карл формирует ещё 7 новых батальонов из опытных офицеров и кадров. В 1809 году был сформирован 11-й егерский батальон.
Карл развил идею территориальных резервов, основывавшуюся на концепции, основу которой должно было составлять народное ополчение. Такая система должна была носить оборонительный характер. Сначала, для поддержания военной силы, 12 июня 1806 года был создан Резерв (Reserve-Anstalt). Сам Карл лично отслеживал деятельность этой структуры. Каждый полк должен был иметь 2 батальона по 600—700 человек в каждом. Срок службы длился от 17 до 40 лет. Позже, 9 июня 1808 года император Франц, по настоянию Карла, учредил Институт народного ополчения в Австрийской империи, таким образом заменив ранее созданный резерв. Согласно этому закону все мужчины в возрасте между от 18 до 45 лет из наследственных областей (Австрия, Моравия, Богемия, Силезия, Галиция) должны были пройти службу в войсках народного ополчения. Каждая провинция была разделена на округа, каждый из которых должен был сформировать от 1 до 5 батальонов с 6-ю ротами в каждой. Командование над каждой боевой единицей должен был брать на себя отставной офицер регулярной армии или кто-то из дворян и помещиков. 22 июня 1808 года, Карл вместе с графом Францем фон Саурау, прибывает в Зальцбург для организации народного ополчения. Наполеон был настолько обеспокоен созданием новой оборонительной системы из народного ополчения и впоследствии, после войны, 
что одним из условий, поставленных Францией перед Веной, была ликвидация института народного ополчения.
Несмотря на проведённые реформы, Карл хорошо понимал, что его страна ещё не готова к войне с таким сильным соперником, как Наполеон.
При эрцгерцоге Карле, к 1809 году, общая численность австрийских войск достигала 630 000 человек.

## Война 1809 года и дальнейшая жизнь

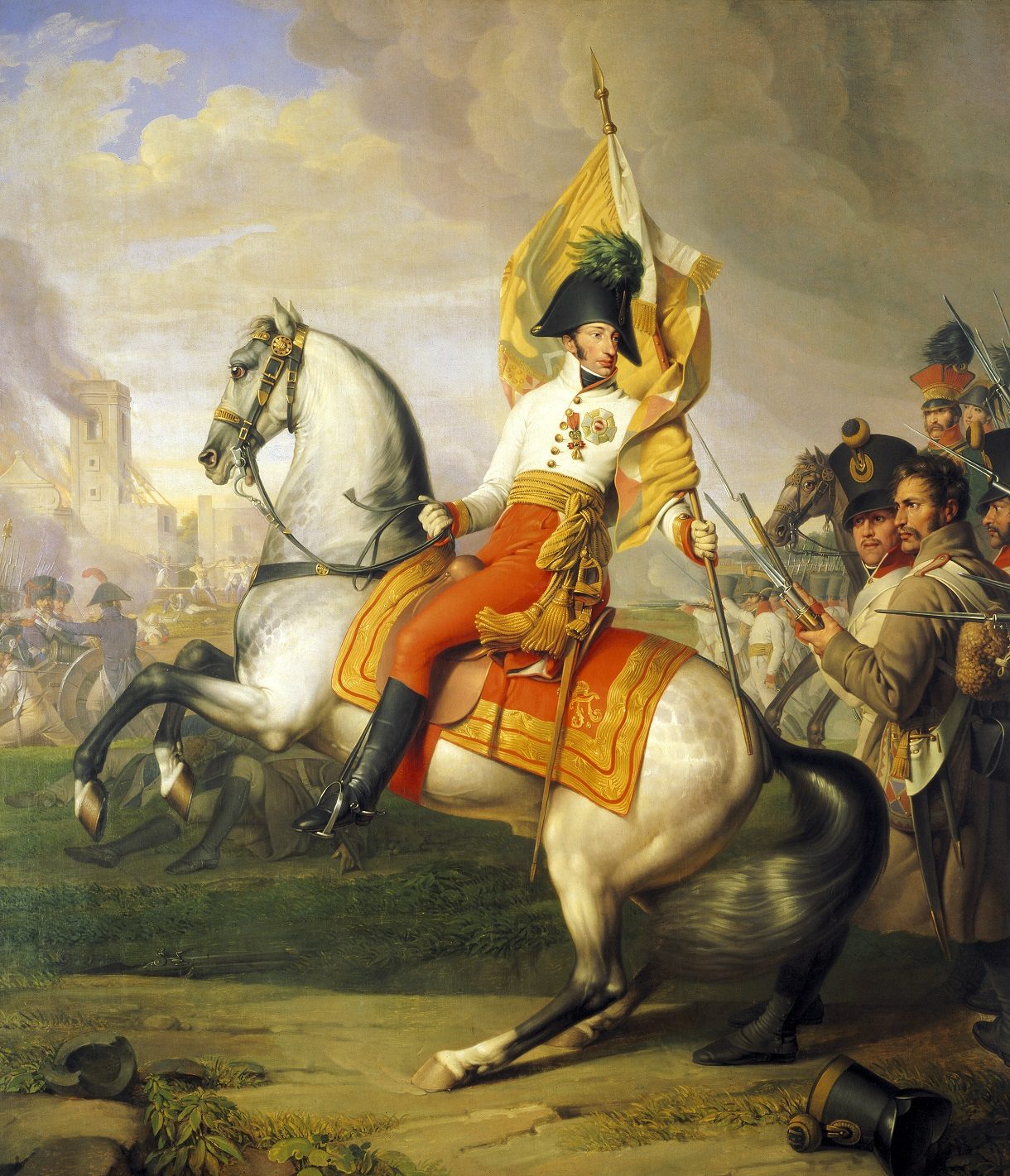
Иоганн Петер Крафт. Эрцгерцог Карл в битве при Асперне (ок. 1809)

В 1809 году, в самом начале новой войны с Наполеоном, Карл был поставлен во главе всех австрийских армий. Его успеху мешал недостаток решительности и твёрдости; он не всегда умел заставить своих братьев, командовавших отдельными армиями, подчиняться своей воле. Нелюбимый при дворе, Карл и здесь встречал враждебные к себе отношения. При всем этом он сделал, что мог: победой при Асперне доказал возможность одержать верх над непобедимым дотоле Наполеоном, а после неудачной для австрийцев битвы под Ваграмом сумел совершить своевременное и искусное отступление.
В войне 1813—1814 годов и кампании 1815 года Карл не принимал участия. Главнокомандующим австрийскими войсками в эти годы был Шварценберг. В 1815 году Карла назначили военным губернатором крепости Майнц.
10 февраля 1822 года унаследовал Тешинское герцогство. Во время Бельгийской Революции Национальный Конгресс Бельгии рассматривал его как кандидата на трон.
Карл умер 30 апреля 1847 года в Вене в возрасте 75 лет. Он был похоронен в могиле 122 в новом склепе в императорской усыпальнице в церкви Капуцинов в Вене.

## Семья

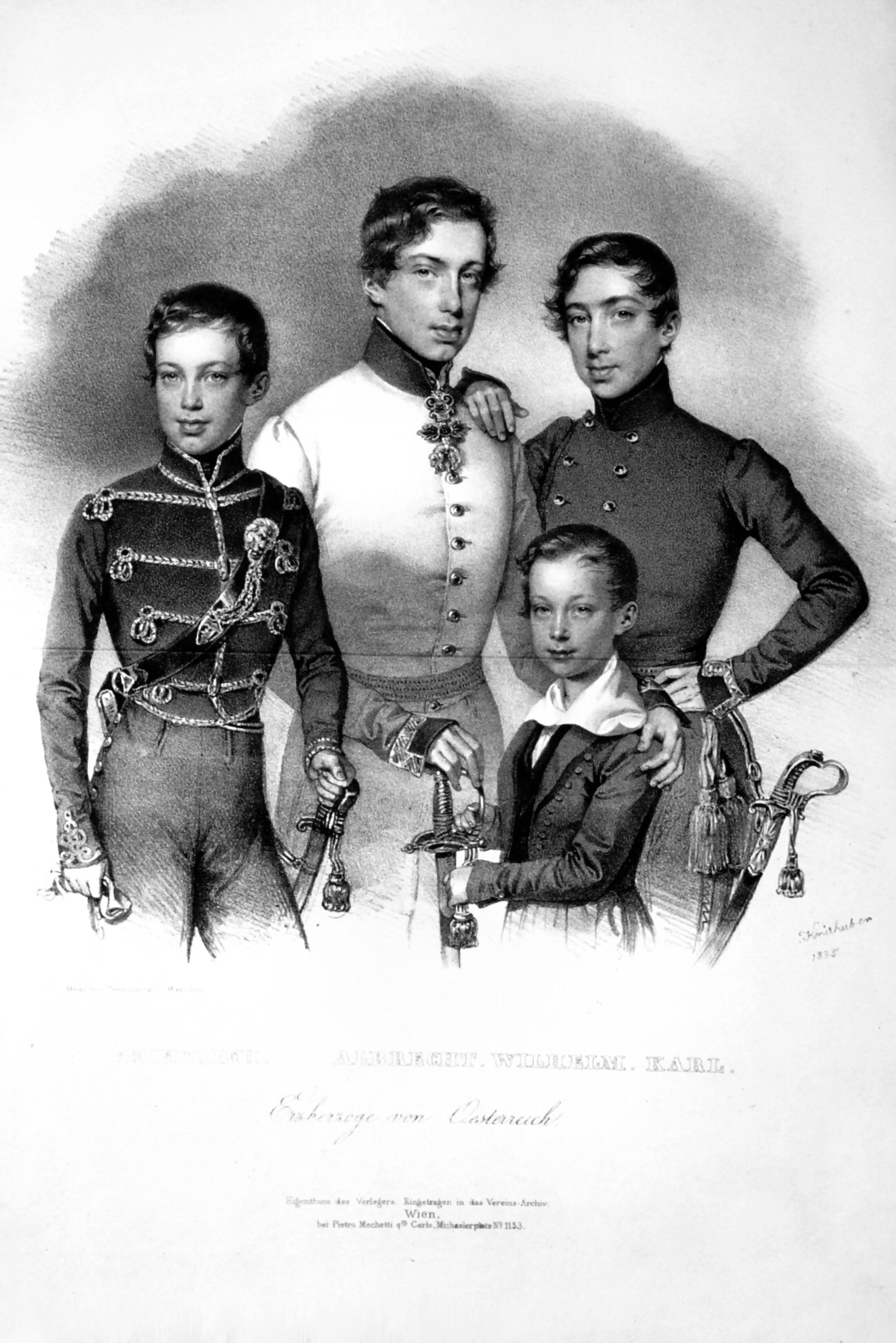
Йозеф Крихубер. Сыновья эрцгерцога Карла: Фридрих Фердинанд Леопольд, Альбрехт Фридрих Рудольф, Карл Фердинанд, Вильгельм Франц Карл (1835)

17 сентября 1815 года Карл женится на Генриетте Нассау-Вейльбургской (1797—1829), дочери Фридриха Вильгельма Нассау-Вейльбургского.
Дети:
- Мария Тереза (31 июля 1816, Вена — 8 августа 1867, Албано). Вышла замуж за короля Обеих Сицилий Фердинанда II 27 января 1837 года в Неаполе.
- Альбрехт Фридрих Рудольф (3 августа 1817, Вена — 18 февраля 1895, Арко), герцог Тешенский. Женился на принцессе Хильдегарде Баварской (10 июня 1825 года — 2 апреля 1864 года) 1 мая 1844 года.
- Карл Фердинанд (29 июля 1818, Вена — 20 ноября 1874, Зидлоховице). 18 апреля 1854 года женился на эрцгерцогине Елизавете Франциске Австрийской (17 января 1831 — 14 февраля 1903).
- Фридрих Фердинанд Леопольд Австрийский (14 мая 1821, Вена — 5 октября 1847, Вена).
- Рудольф (25 сентября 1822, Вена — 11 октября 1822, Вена)
- Мария Каролина (10 сентября 1825, Вена — 17 июля 1915, Вена). 21 февраля 1852 года вышла замуж за эрцгерцога Райнера Австрийского (11 января 1827 — 27 января 1913).
- Вильгельм Франц Карл (21 апреля 1827, Вена — 29 июля 1894, Вейкельсдорф) — магистр Тевтонского ордена.

## Сочинения
Исторические сочинения Карла имеют большую ценность в качестве военной литературы, но его дидактические сочинения, относящиеся к военному делу, страдают некоторою односторонностью. Из числа сочинений Карла наиболее замечательны: «Grundsätze der Strategie» (объяснённые описанием похода 1796 г.) и «Geschichte des Feldzuges v. 1799 in Deutschland u. in der Schweiz». Множество монографий его напечатано в австрийском военном журнале, под буквой C.

Впервые им был сформулирован основной принцип стратегии — принцип сосредоточения сил.

## Память

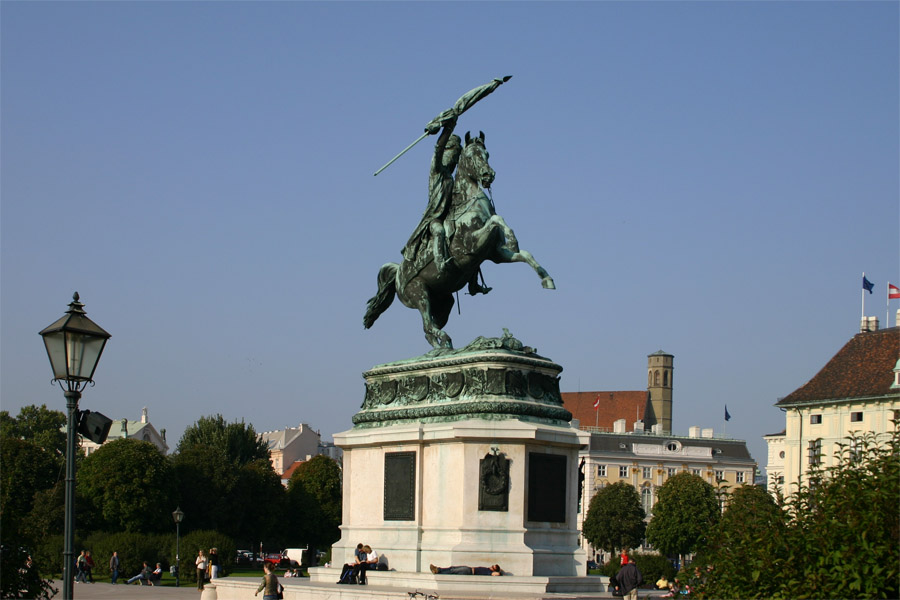
Памятник эрцгерцогу Карлу на площади Хельденплац в Вене

- В честь эрцгерцога Карла был назван китайский цветок[11][12].
- В 1848 году, через год после смерти Карла, было решено увековечить память знаменитого полководца памятником. Он был сооружён скульптором Антоном Домиником Фернкорном и открыт 21 мая 1860 года. На его постройку ушло более 7 лет. Памятник был установлен на площади Героев в Вене.
- 3-й Моравский пехотный полк австрийской армии, шефом которого он был назначен в 9-летнем возрасте, носил его имя с 1780 года до самой смерти полководца[13].